# 후지 TV 화요시대극
후지 TV 화요시대극(일본어: 火曜時代劇)은 후지 TV 계열 제작으로 매주 화요일에 방송된 텔레비전 드라마 시간대이다.

## 작품 목록
《오니헤이 범과책》 (최종 시리즈)
《검객 장사》 (제3시리즈)
《하타모토 지루한 남자》
《와타나베 켄의 어가인 잔쿠로 파이널 시리즈》
《반가쿠의 일생》
《음양사☆아베노 세이메이~왕도 요괴 기담~》
《괴담 백 이야기》
《검객 장사》(제4시리즈)
《오오쿠》
《요사쿠라 오소메》
《검객 장사》(제5시리즈)